# Elfie
Elfie è un racconto filosofico scritto dallo studioso statunitense Matthew Lipman. E' molto utilizzato per introdurre il curriculo della Philosophy for Children alla scuola primaria, in particolare si presta molto bene per lavorare con bambini di 6/7 anni. 
La collana propone un ciclo di lettura di sette racconti, dalla scuola dell'infanzia alla scuola secondaria di secondo grado, di cui il testo citato è il secondo in ordine di lettura, preceduto da L'ospedale delle bambole e seguito da Kio & Gus.
La prima pubblicazione del libro è avvenuta nel 1987 negli Stati Uniti. L'opera è stata tradotta in diverse lingue tra cui lo spagnolo e l'italiano; la prima edizione in italiano risale al 1999.
Il libro offre numerose opportunità di riflessione profonda su diverse tematiche approfondite all’interno del manuale che Lipman stesso mette a disposizione dei docenti che vogliono intraprendere un percorso di Philosophy for Children; all’interno di quest’ultimo sono inoltre presenti diversi percorsi e attività didattiche che l’insegnante può attuare e proporre nella propria classe.

## Trama
Il libro è un racconto filosofico che narra la storia di una bambina, Elfie, il cui nome rimanda al mondo fiabesco dei boschi e dei folletti. La protagonista di sei anni è timida e insicura, ma anche molto curiosa; infatti, si pone sempre numerose domande. Elfie si interroga costantemente su se stessa e il mondo, non smette mai di pensare e riflettere, anche se raramente fa emergere ciò che le passa per la testa (“Forse non parlo molto, ma penso tutto il tempo”).
Attraverso le sue continue riflessioni e inesauribili quesiti Elfie cresce aprendosi pian piano agli altri e riconoscendoli come possibili interlocutori. 
Alla fine di questo processo riflessivo la protagonista arriva a sentirsi “partecipe di una comunità di ricerca”, rappresentata dalla sua classe. Al suo interno riesce a trovare spazio, nonostante il suo essere introversa e insicura, e a dare il proprio contributo, rivelandosi originale e creativa. In questo modo, sarà in grado di acquisire, non soltanto sicurezza e consapevolezza di sé, ma anche comprendere il valore del proprio pensiero.

## Edizioni
- (EN) Matthew Lipman, Elfie, 1998, ISBN 0916834344.
- Matthew Lipman, Elfie, Liguori, 1999, ISBN 9788820728748.
- (ES) Matthew Lipman, Elfie, Ediciones de la Torre, 2000, ISBN 9788479602864.